# Szczep (harcerstwo)
Szczep – rodzaj pośredniej struktury w organizacjach harcerskich, istniejącej pomiędzy gromadami, drużynami i kręgami, a szczeblem wyższym.

## Związek Harcerstwa Polskiego
W ZHP szczep jest wspólnotą podstawowych jednostek organizacyjnych (drużyn, gromad, kręgów i klubów specjalnościowych), działających w jednym środowisku (szkoła, osiedle, dzielnica). Przynależenie jednostek do szczepu nie jest obowiązkowe – istnieją jednostki działające samodzielnie, jak i takie, które pracują w szczepach.
Szczep tworzą co najmniej trzy podstawowe jednostki organizacyjne (gromady, drużyny; do liczby tej nie wlicza się kręgów i klubów specjalnościowych), działające w co najmniej dwóch grupach metodycznych. Szczep powołuje właściwa komenda hufca. 
Podstawowymi celami działania szczepu są zapewnienie ciągu wychowawczego oraz wspieranie rozwoju kadry i działalności jednostek wchodzących w skład szczepu. 
Szczepem kieruje i odpowiada za jego pracę komenda szczepu, na której czele stoi komendant szczepu – pełnoletni instruktor wybrany przez drużynowych. Jest on mianowany na funkcję przez właściwego komendanta hufca. Komendant szczepu musi być przeszkolony do pełnionej funkcji. Zalecane jest, by miał minimum stopień podharcmistrza. W szczepie mogą być inni funkcyjni, których mianuje i odwołuje rozkazem komendant szczepu. Nie dotyczy to drużynowych i szefów klubów specjalnościowych, których mianuje i odwołuje komendant hufca. Nadzór i kontrolę nad działalnością szczepu sprawuje komenda hufca oraz – w zakresie działalności szczepu pod względem legalności, rzetelności, gospodarności i celowości – komisja rewizyjna hufca.
Szczegółowe zasady działania szczepu reguluje konstytucja szczepu, uchwalona przez szefów jednostek wchodzących w jego skład, a zatwierdzona przez komendanta hufca.
Jako szczep może działać również harcerski klub specjalnościowy, skupiając gromady, drużyny i kręgi z danego terenu, posiadające miano drużyny specjalnościowej, tej samej specjalności.

## Związek Harcerstwa Rzeczypospolitej
W ZHR szczep jest jednostką organizacyjną tworzoną dobrowolnie przez drużyny (gromady) w celu utrzymania tradycji środowiska lub wspólnej pracy organizacyjnej i gospodarczej. W skład szczepu mogą wchodzić gromady zuchowe, drużyny harcerek, harcerzy, wędrowników, wędrowniczek, kręgi starszego harcerstwa oraz kręgi instruktorskie działające na terenie tego samego okręgu. Jednostki te nadal podlegają pod względem programowym oraz organizacyjnym właściwym hufcowym oraz komendantkom i komendantom chorągwi. 
Do zadań szczepu należy stwarzanie i rozwój warunków do pracy jednostek organizacyjnych wchodzących w skład szczepu, w tym stwarzanie możliwości wymiany doświadczeń między komendantami tych jednostek, wspomaganie działań gospodarczych jednostek, realizowanie wspólnej myśli wychowawczej, inspirowanie czynnego udziału jednostek organizacyjnych wchodzących w skład szczepu w pracach ich macierzystych hufców i chorągwi.

## Stowarzyszenie Harcerskie
W SH szczep jest jednostką utworzoną z inicjatywy kilku podstawowych jednostek organizacyjnych. Powinien składać się z co najmniej 3 jednostek, w tym co najmniej jednej drużyny harcerskiej. Szczep najczęściej tworzą gromady zuchowe, drużyny harcerskie i wędrownicze z tego samego środowiska (np. tej samej szkoły) i o tym samym numerze. Zezwolenie na utworzenie szczepu wydaje Naczelnik SH i to on mianuje komendanta szczepu, który wybierany jest przez drużynowych ze szczepu. W szczepie może funkcjonować komenda szczepu, którą powołuje komendant. Do zadań szczepu należy:
- inicjowanie i koordynowanie wspólnych przedsięwzięć jednostek tworzących szczep.
- tworzenie wspólnoty drużyn i gromad oraz warunków do jej działania
- prowadzenie szkolenia funkcyjnych
- współorganizowanie harcerskiej akcji letniej i zimowej